# Saga (ferry)
Pour les articles homonymes, voir Saga (homonymie).
Le Saga est un cruise-ferry appartenant à la compagnie suédoise Stena Line. Construit de 1980 à 1981 aux chantiers Wärtsilä de Turku pour la société suédoise Svea Line, il portait à l'origine le nom de Silvia Regina. Mis en service en juin 1981 sur les lignes de Silja Line entre la Finlande et la Suède, il est le sister-ship du Finlandia et à l'époque le plus grand cruise-ferry du monde. Vendu en 1991 à Stena Line, il est rebaptisé dans un premier temps Stena Britannica et affecté aux lignes entre les Pays-Bas et le Royaume-Uni avant d'être finalement transféré entre la Suède, le Danemark et la Norvège sous le nom de Stena Saga à partir de 1994. Retiré du service en mars 2020 en raison de la fermeture de la ligne entre Frederikshavn et Oslo, il est employé en mer Adriatique sur les liaisons entre l'Italie et l'Albanie sous affrètement par la compagnie italienne Adria Ferries au cours de l'été 2021. Désarmé en Grèce l'issue de son affrètement, il quitte finalement l'Europe en novembre 2021.

## Histoire

### Origines et construction
Depuis les années 1970, les lignes maritimes reliant la Finlande et la Suède sont le théâtre d'une concurrence acharnée entre deux consortiums rivaux composés chacun de plusieurs compagnies maritimes finlandaises et suédoises. Tout au long de la décennie, les opérateurs Silja Line et Viking Line se livrent une guerre au tonnage et au confort, encouragée par une clientèle de plus en plus exigeante et une hausse constante du trafic. À l'aube des années 1980, les compagnies Effoa, Bore Line et Svea Line, formant la flotte de Silja Line, dominent largement leurs concurrents de Viking Line grâce à leurs trois navires jumeaux construits par les chantiers Dubigeon de Nantes. Ceci va alors inciter les compagnies propriétaires de Viking Line à commander dès 1978 des unités prévues pour surpasser en taille et en confort les navires de Silja Line. Afin de s'adapter à la clientèle, toujours plus exigeante, mais surtout de se maintenir au niveau de son concurrent, voire de le surpasser, les sociétés Effoa et Svea Line (Bore Line ayant entre-temps quitté la collaboration) commandent simultanément une paire de navires jumeaux destinés à naviguer entre Helsinki et Stockholm.
Les dimensions retenues pour les futurs navires tablent sur des car-ferries de 165 mètres de long pour un tonnage avoisinant les 26 000 UMS. Prévus pour transporter 1 676 passagers et 450 véhicules, les deux unités disposeront d'un confort supérieur à n'importe quel bâtiment en service en mer Baltique, y compris les futurs Viking Saga et Viking Song, avec plusieurs restaurants et bars, une boutique hors taxe, tout un espace destiné aux séminaires et aux conférences mais également une piscine intérieure et un sauna. De plus, ils comporteront environ 600 cabines toutes pourvues de salle de bain individuelle et un grand nombre de suites. Conçus comme de véritables paquebots de croisière, ils sont surnommés « cruise-ferries », littéralement : « ferries de croisière ». Leur apparence est fortement inspirée de celle des navires de Viking Line, en particulier le Viking Sally, avec notamment une silhouette anguleuse, donnant une impression plus massive et imposante, mais également la disposition de la passerelle de navigation. 
Le second navire est mis sur cale le 22 avril 1980 aux chantiers de Perno sous le nom de Silja Star. Le navire est lancé le 21 octobre 1980 puis remorqué aux chantiers de Turku où se poursuit la construction. Renommé entre-temps Silvia Regina en hommage à la reine Silvia de Suède, il est baptisé par cette dernière le 28 avril 1981. Achevé un mois et demi plus tard, il est livré le 10 juin 1981 à la banque finlandaise Yrtysrahoitus qui l'affrète à Svea Line, en conséquence, le navire est exploité sous pavillon finlandais alors qu'il aurait dû, initialement, arborer le pavillon suédois.

### Service

#### Silja Line (1981-1991)

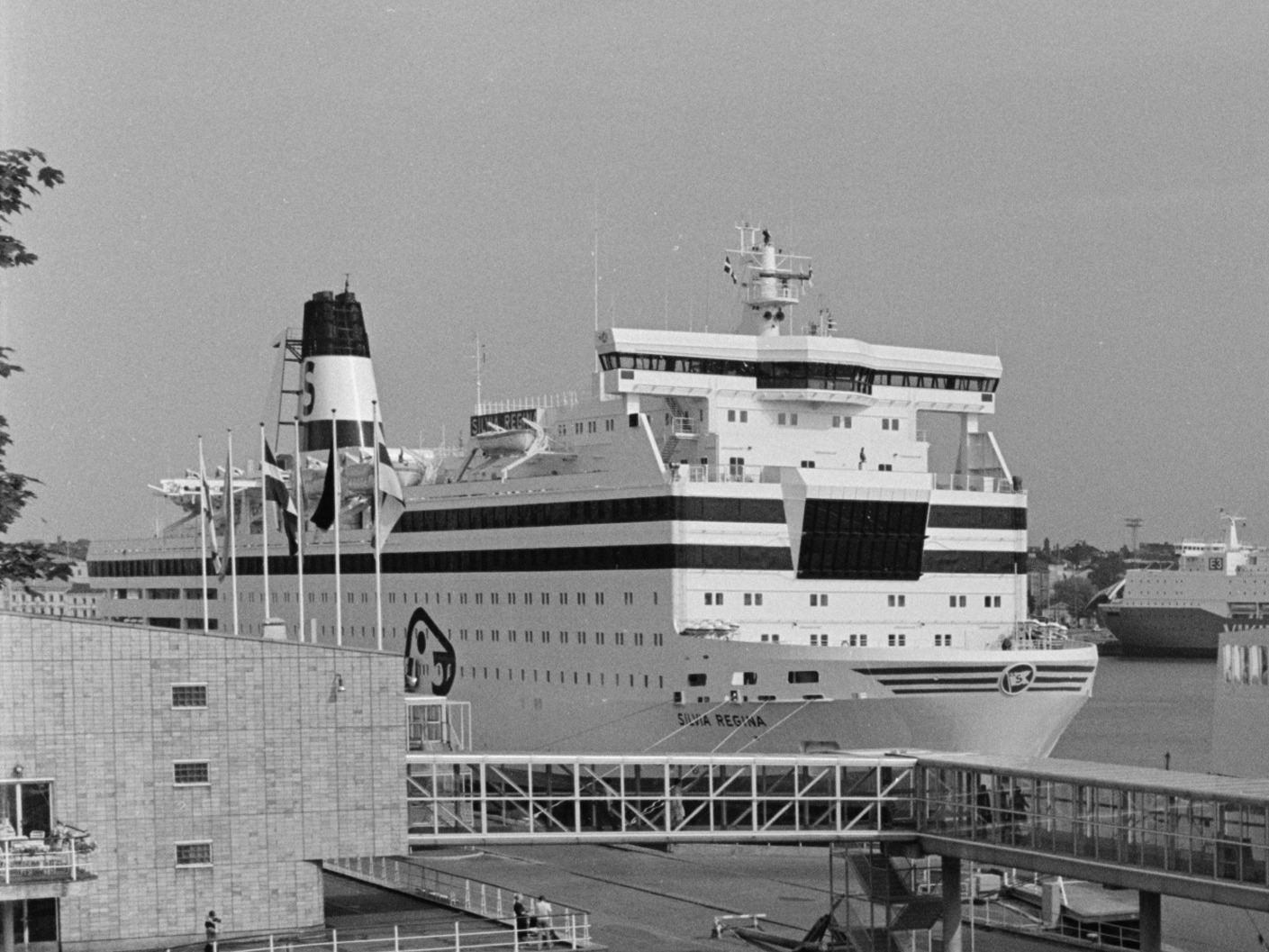
Le Silvia Regina à Helsinki en 1981.

Peu après avoir quitté les chantiers pour rejoindre la Suède, le Silvia Regina est mis en service le 12 juin 1981 sur la ligne de Silja Line entre Stockholm et Helsinki. Il rejoint son jumeau le Finlandia, inauguré quelques mois avant lui. Au cours de l'année 1981, la compagnie Svea Line, qui exploite le navire, est absorbée par la compagnie suédoise Johnson Line. En conséquence, le logo de Svea Line sur la cheminée du Silvia Regina est remplacé par celui de Johnson.
Dès les premiers mois d'exploitation, les deux navires rencontrent un très franc succès et le nombre de passagers transportés est en augmentation de 45%. Cependant, il est rapidement constaté que leurs étraves très larges posent problème lors des manœuvres d'accostage et d'appareillage. Ce défaut est résolu au début de l'année 1982 avec l'affinement de leurs formes d'étrave durant leur premier arrêt technique effectué aux chantiers qui les ont vus naître, du 7 février au 31 mars pour le Silvia Regina. 
Le 29 décembre 1986, Johnson Line devient pleinement propriétaire du navire en le rachetant à la banque Yrtysrahoitus pour 190 millions de marks finlandais. À l'occasion, il est enregistré sous pavillon suédois dès le mois de janvier 1987.
En 1986, Viking Line avait mis en service deux navires jumeaux capables de directement rivaliser avec le Finlandia et le Silvia Regina entre Helsinki et Stockholm. Bien que l'année précédente, Johnson et Effoa avaient envisagé de réaliser d'importantes modifications sur ces derniers, en les allongeant notamment de plusieurs mètres, les deux compagnies décideront finalement de commander de nouveaux cruise-ferries beaucoup plus imposants destinés à les remplacer à l'horizon 1990. 
En prévision de l'arrivée des futurs navires, le Silvia Regina est vendu le 12 mars 1988 à la compagnie suédoise Stena Line. Il reste cependant exploité par Silja Line en attendant la livraison de son remplaçant prévue pour 1990. 
En 1991, durant ses derniers mois au sein de la flotte, sa livrée est légèrement modifiée avec le remplacement du logo de Johnson Line sur sa cheminée par le phoque de Silja Line, ce en raison de la fusion des actionnaires Effoa et Johnson Line l'année précédente. Supplanté par le Silja Symphony, il achève sa dernière traversée entre Helsinki et Stockholm pour Silja Line le 30 mai. Le lendemain, il quitte la Suède pour rejoindre Bremerhaven afin d'être mis aux standards de son nouveau propriétaire.

#### Stena Line (depuis 1991)

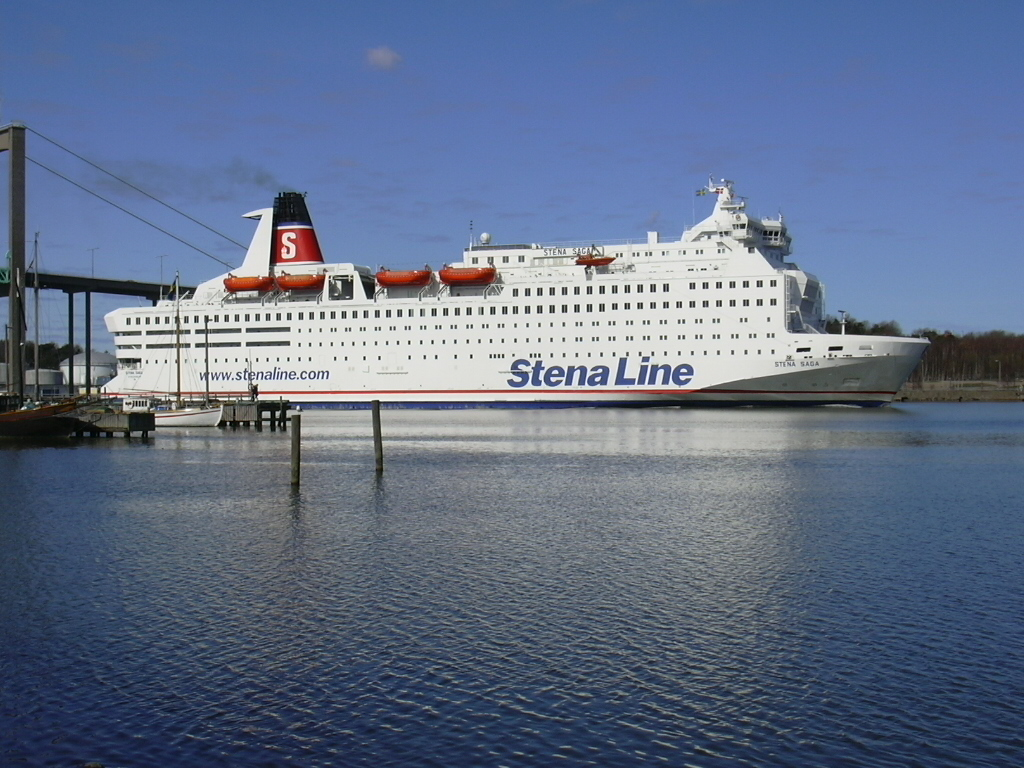
Le Stena Saga à Göteborg en 2004.

Arrivé en Allemagne le 2 juin 1991, le navire entre aux chantiers Schichau-Seebeckwerft où il est préparé en vue de sa nouvelle affectation. Renommé Stena Britannica le 3 juin, il est repeint aux couleurs de Stena Line au cours des semaines suivantes. Une fois les transformations achevées, il est mis en service entre les Pays-Bas et le Royaume-Uni le 19 juin.
Au bout de deux ans et demi d'exploitation, le navire se révèle cependant peu adapté au trafic transmanche en raison de sa conception plutôt orientée vers les longues traversées. En mars 1994, il est transféré sur les lignes de Stena Line reliant la Suède, le Danemark et la Norvège. À l'occasion, il est rebaptisé Stena Saga. 
Le 9 août 1995, alors qu'il navigue entre Frederikshavn et Oslo, le cruise-ferry est victime d'un black-out alors qu'il se trouve au large de Drøbak, ce qui entraîne l'arrêt de ses moteurs. Afin d'éviter de dériver, l'équipage décide de jeter l'ancre en attendant que la panne soit corrigée. Une fois le courant rétabli, deux heures plus tard, le Stena Saga reprend sa route vers Oslo.

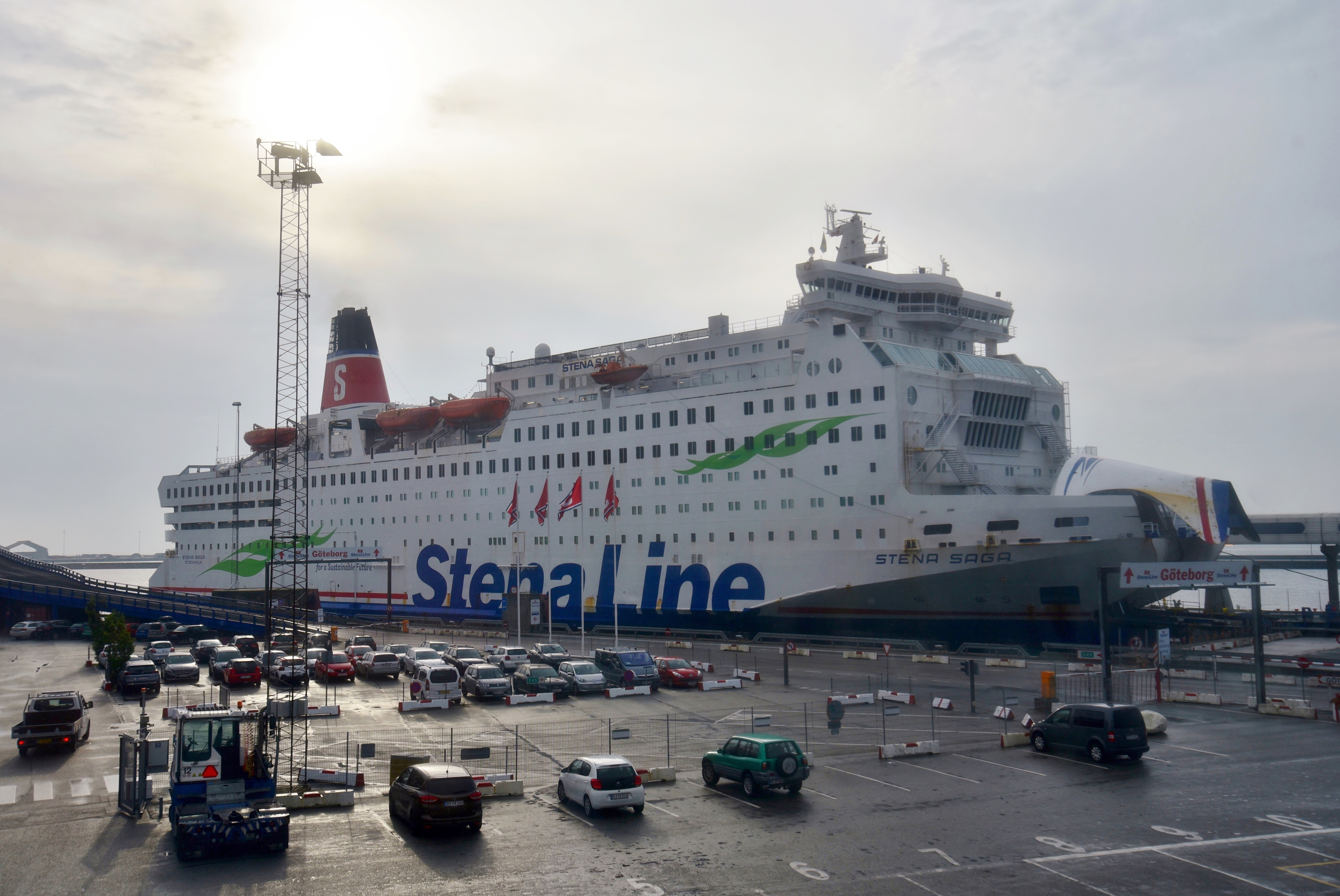
Le Stena Saga à Frederikshavn en 2019.

Le 21 décembre 1999, alors que le navire est en arrêt technique aux chantiers Cityvarvet de Göteborg, un incendie se déclare à bord. Celui-ci sera cependant rapidement maîtrisé puis éteint par les employés des chantiers. Au cours de cet arrêt technique, des stabilisateurs sont ajoutés à l'arrière.
Du 12 au 13 mai 2001, il est affrété pour être employé comme hôtel flottant à Copenhague dans le cadre de la finale de l'Eurovision se déroulant dans la capitale danoise. 
Le 14 juin 2005, alors que le Stena Saga vient de quitter Frederikshavn, un incendie se déclare dans la salle des machines. Le navire parvient cependant à regagner le port par ses propres moyens où l'incendie est ensuite éteint. Les dégâts entraînent son indisponibilité jusqu'au 22 juin.
Entre 2006 et 2008, le navire subit une série de travaux aux chantiers Cityvarvet au cours desquelles la décoration de ses aménagements intérieurs est modernisée et l'apparence de sa cheminée est modifiée avec le retrait du contrefort. En 2011, un centre de bien-être est ajouté à l'avant sur le pont 9 en dessous de la passerelle de navigation.
En mars 2020, Stena Line annonce la fermeture de la ligne entre Oslo et Frederikshavn, invoquant comme principale raison la chute du trafic passagers aggravé par la crise sanitaire liée à la pandémie de Covid-19. En conséquence, le Stena Saga est retiré du service et désarmé à Uddevalla. Rebaptisé Saga le 18 décembre, il est également enregistré sous pavillon de complaisance chypriote.
En juin 2021, il est annoncé que le navire serait affrété pour la saison estivale par la société marocaine Intershipping pour desservir les liaisons reliant le Maroc et le Portugal. En prévision, le Saga quitte Uddevalla le 16 juin pour rejoindre la Méditerranée. Arrivée à destination, il mouille au large de Gibraltar en attendant son affectation. Contrairement à ce qui avait été présagé, le navire est finalement affrété au mois de juillet par la compagnie italienne Adria Ferries. Après avoir rejoint Ancône le 14 juillet, il est mis en service entre l'Italie et l'Albanie sur la ligne Ancône - Durrës. En septembre, au terme de son affrètement, le navire rejoint la Grèce afin d'être désarmé à Perama .
Le 16 novembre 2021, le navire quitte la Grèce pour rejoindre les Philippines, il devient alors navire-d’hébergement pour le compte de la société canadienne Bridgemans

## Aménagements
Le Saga possède 13 ponts numérotés du plus bas jusqu'au plus haut de 1 à 12 (la logique aurait été de 1 à 13, cependant, les deux ponts garages sont comptés comme les ponts 3a et 3b, créant ainsi un décalage). Les installations des passagers se situent sur les ponts 9 à 2 tandis que l'équipage occupe les ponts 10, 8, 6 et 5. Les ponts 3a et 3b sont destinés au chargement des véhicules et du fret.

### Locaux communs
À sa mise en service, le Silvia Regina était le cruise-ferry le plus luxueux du monde, il proposait à ses passagers des installations de haute qualité et d'un confort semblable à celui d'un navire de croisière. La plupart de ces installations sont situées sur le pont 7. À l'origine, les passagers avaient à leur dispositions plusieurs bars et restaurants, dont le Maxim Terrass et le Maxim A la Carte situés sous une verrière à l'avant du navire, et un grill à l'arrière. Une boutique hors-taxes était également présente ainsi qu'un night club et un salon privé. Le navire proposait aussi tout un espace destiné aux séminaires et aux conférences avec des salles de réunions et un auditorium. Sur le pont 2 se trouvaient un sauna et une piscine intérieure. Si ces installations resterons inchangées durant la totalité du service chez Silja Line, elles seront redécorées et modernisées à plusieurs reprises, notamment en 1985.
Sous les couleurs de Stena Line, les installations du navire sont conservées, bien que modernisées au fil des années. En 2011, un spa est ajouté sur le pont 9 à l'avant du navire sous la passerelle de navigation.

### Cabines
Depuis sa mise en service, le Stena Saga possède environ 600 cabines situées sur les ponts 2, 4, 5 et 6. La plupart d'entre elles sont pourvues de quatre couchettes et toutes possèdent des sanitaires comprenant douche, WC et lavabo. À la proue du navire se trouvent des suites avec lit double et d'autres pouvant accueillir jusqu'à quatre personnes. Même si la décoration a été plusieurs fois modifiée depuis la mise en service, La disposition de ces cabines est restée la même depuis 1981.

## Caractéristiques
Le Saga mesure 166,10 mètres de long pour 28,46 mètres de large. Son tonnage était à l'origine de 25 905 UMS mais sera porté à 33 967 en 2008. Le navire avait à l'origine une capacité de 1 676 passagers avant que celle-ci ne soit portée à 2 000 en 1991. Il est pourvu d'un garage pouvant accueillir 450 véhicules répartis sur deux niveaux. Le garage est accessible par deux portes rampes situées à l'arrière et une porte rampe avant. La propulsion est assurée par quatre moteurs diesels Wärtsilä-Pielstick 12PC2.5V développant une puissance de 22 948 kW entraînant deux hélices à pas variable faisant filer le bâtiment à une vitesse de 22 nœuds. Le Saga possédait à l'origine huit embarcations de sauvetage fermées de grande taille. Il n'en possède plus que sept depuis quelques années. Elles sont complétées par une embarcation de secours et un canot semi-rigide. En plus de ces principaux dispositifs, le navire dispose de plusieurs radeaux de sauvetage à coffre s'ouvrant automatiquement au contact de l'eau. Le navire est doté de deux propulseurs d'étrave facilitant les manœuvres d'accostage et d'appareillage ainsi que d'un propulseur arrière et de stabilisateurs anti-roulis. Il est également équipé d'une coque brise-glace classée 1 A Super.

## Lignes desservies
Pour le compte de Silja Line, de 1981 à 1991, le Silvia Regina était affecté à la liaison entre la Finlande et la Suède sur la ligne Helsinki - Stockholm qu'il assurait de nuit en tandem avec son sister-ship le Finlandia.
Pour Stena Line, le navire a dans un premier temps navigué entre les Pays-Bas et le Royaume-Uni sur la ligne Hoek van Holland - Harwich de 1991 à 1994 avant d'être transféré entre la Norvège, le Danemark et la Suède sur la ligne Oslo - Frederikshavn - Göteborg. À partir de 2000, le prolongement vers la Suède est arrêté. 